# Enuff Z'Nuff
Enuff Z'Nuff é um grupo norte americano de Glam Metal e Hard Rock originária de Blue Island, no Illinois, subúrbio de Chicago. Foi fundada em 1985 por Donnie Vie (vocalista, guitarrista e pianista) e por Chip Z'nuff (baixo e vocalista), que ficou conhecido pelo sucessos "Fly High Michelle" e "New Thing", que entraram nas paradas musicais.

## Actualidade
Actualmente, a banda continua a existir apenas com 1 membro da formação original: Chip Z'Nuff, após a partida de Donnie Vie em 2013.
Em 2008 a banda voltou a reunir-se e, desses encontros, nasceu o álbum Lost in Vegas.
No ano seguinte lançam "Dissonance". Este trabalho inclui coloraborações de vários artistas como, por exemplo, de Jake E. Lee (antigo guitarrista de Ozzy Osbourne e Badlands) e de Steven Adler, baterista do line up original dos Guns N'Roses.

## Integrantes
Formação atual
- Chip Z'nuff (Gregory Rybarski) – baixo, guitarra (1984–atualmente), vocal (2016–atualmente)
- Tory Stoffregen – guitarra, backing vocal (2008–2014, 2016–atualmente)
- Alex Kane– guitarra, teclados, backing vocal (2019-atualmente), guitarra (1987-1988)
- Daniel B. Hill – bateria e percussão (2016–atualmente)

## Discografia
Álbuns de estúdio
- Enuff Z'Nuff (1989)
- Strength (1991)
- Animals With Human Intelligence (1993)
- 1985 (1994)
- Donnie and Chip: "Brothers" (1995)
- Tweaked (1995)
- Peach Fuzz (1996)
- Seven (1997)
- Paraphernalia (1999)
- 10 (2000)
- Welcome To Blue Island (2003)
- ? (Question) (2004)
- Dissonance (2010)
- Covered In Gold (2014)

Álbuns ao vivo
- Live (2000)
- Tonight Sold Out (2007)
- Live And Peace (2009)

Recompilatórios
- Favorites (2004)
- Greatest Hits (2006)